# Cingkes
Cingkes is een bestuurslaag in het regentschap Simalungun van de provincie Noord-Sumatra, Indonesië. Cingkes telt 2297 inwoners (volkstelling 2010).